# Anita Horvat
Anita Horvat (Lubiana, 7 settembre 1996) è una velocista slovena.

## Record nazionali
Seniores
- 400 metri piani: 51"22 ( Monaco, 20 luglio 2018)
- 400 metri piani indoor: 52"22 ( Madrid, 8 febbraio 2018)
- Staffetta 4x400 metri: 3'30"90 ( Stara Zagora, 20 giugno 2021) (Agata Zupin, Jerneja Smonkar, Maja Pogorevc, Anita Horvat)
- Staffetta 4x400 metri indoor: 3'37"08 ( Belgrado, 20 marzo 2022) (Agata Zupin, Jerneja Smonkar, Veronika Sadek, Anita Horvat)

## Palmarès
| Anno | Manifestazione          | Sede       | Evento        | Risultato  | Prestazione | Note                                     |
| ---- | ----------------------- | ---------- | ------------- | ---------- | ----------- | ---------------------------------------- |
| 2014 | Mondiali juniores       | Eugene     | 4x400 m       | Batteria   | 3'42"91     |                                          |
| 2015 | Europei juniores        | Eskilstuna | 400 m piani   | Batteria   | 56"36       |                                          |
| 2015 | Europei juniores        | Eskilstuna | 400 m hs      | Batteria   | 1'02"08     |                                          |
| 2015 | Europei juniores        | Eskilstuna | 4x400 m       | 8ª         | 3'46"30     |                                          |
| 2017 | Europei U23             | Bydgoszcz  | 400 m piani   | 4ª         | 53"06       | [ 1 ]                                    |
| 2017 | Mondiali                | Londra     | 400 m piani   | Batteria   | 52"78       |                                          |
| 2018 | Mondiali indoor         | Birmingham | 400 m piani   | Batteria   | 53"52       |                                          |
| 2018 | Europei                 | Berlino    | 400 m piani   | Semifinale | 51"89       |                                          |
| 2019 | Europei indoor          | Glasgow    | 400 m piani   | Semifinale | 53"37       |                                          |
| 2019 | Giochi Europei          | Minsk      | 4x400 m mista | 11ª        | 3'20"66     |                                          |
| 2019 | Mondiali                | Doha       | 400 m piani   | Batteria   | 52"73       |                                          |
| 2019 | Giochi militari         | Wuhan      | 400 m piani   | Batteria   | 55"51       |                                          |
| 2021 | Europei indoor          | Toruń      | 800 m piani   | Batteria   | 2'06"08     |                                          |
| 2021 | World Relays            | Chorzów    | 2x2x400 m     | Bronzo     | 3'41"95     | Miglior prestazione personale stagionale |
| 2021 | Giochi olimpici         | Tokyo      | 400 m piani   | Batteria   | 52"34       |                                          |
| 2022 | Mondiali indoor         | Belgrado   | 4x400 m       | Batteria   | 3'37"08     | Record nazionale                         |
| 2022 | Giochi del Mediterraneo | Orano      | 400 m piani   | Argento    | 51"94       | Miglior prestazione personale stagionale |
| 2022 | Giochi del Mediterraneo | Orano      | 4x400 m       | Argento    | 3'31"51     | Miglior prestazione personale stagionale |
| 2022 | Mondiali                | Eugene     | 400 m piani   | Batteria   | 52"67       |                                          |
| 2022 | Mondiali                | Eugene     | 800 m piani   | 7ª         | 1'59"83     | [ 2 ]                                    |
| 2022 | Europei                 | Monaco     | 800 m piani   | Batteria   | dnf         |                                          |
| 2022 | Europei                 | Monaco     | 4x400 m       | Batteria   | 3'31"57     |                                          |
| 2023 | Europei indoor          | Turchia    | 800 m piani   | Argento    | 2'00"54     |                                          |
| 2023 | Mondiali                | Budapest   | 800 m piani   | Semifinale | 2'00"54     |                                          |
| 2024 | Europei                 | Roma       | 800 m piani   | Semifinale | 2'04"30     |                                          |
| 2024 | Giochi Olimpici         | Parigi     | 800 m piani   | Batteria   | 2'00"91     |                                          |
| 2025 | Europei indoor          | Apeldoorn  | 800 m piani   | Bronzo     | 2'02"52     |                                          |

## Campionati nazionali
- 5 volte campionessa nazionale slovena dei 400 metri piani (2016, 2018, 2019, 2020, 2021)
- 2 volte campionessa nazionale slovena dei 200 metri piani (2017, 2018)
- 1 volta campionessa nazionale slovena dei 400 metri ostacoli (2015)
- 1 volta campionessa nazionale slovena dei 400 metri piani indoor (2016)
- 1 volta campionessa nazionale slovena della staffetta 4x100 metri piani (2016)
- 1 volta campionessa nazionale slovena dei 100 metri piani (2017)
- 1 volta campionessa nazionale slovena della staffetta 4x400 metri piani (2020)
- 1 volta campionessa nazionale slovena degli 800 metri piani (2022)

2014
- 6ª ai campionati sloveni (Celje), 200 m - 25"66
- Argento ai campionati sloveni (Celje), 400 m - 56"12
- Squalificata ai campionati sloveni (Celje), 400 m hs - DSQ

2015
- Argento ai campionati sloveni (Nova Gorica), 400 m - 56"39
- Oro ai campionati sloveni (Nova Gorica), 400 m hs - 1'03"97

2016
- Argento ai campionati sloveni indoor (Celje), 60 m - 7"72
- Oro ai campionati sloveni indoor (Lienz), 400 m - 55"85
- Oro ai campionati sloveni (Celje), 400 m - 53"47
- Oro ai campionati sloveni (Celje), 4x100 m - 46"43

2017
- Oro ai campionati sloveni (Celje), 100 m - 11"79
- Oro ai campionati sloveni (Celje), 200 m - 24"53

2018
- Oro ai campionati sloveni (Celje), 400 m - 52"32
- Oro ai campionati sloveni (Celje), 200 m - 23"64

2019
- Oro ai campionati sloveni (Celje), 400 m - 52"38

2020
- Oro ai campionati sloveni indoor (Novo Mesto), 4x400 m - 3'53"71
- Oro ai campionati sloveni (Celje), 400 m - 53"85
- Argento ai campionati sloveni (Celje), 200 m - 23"66

2021
- Argento ai campionati sloveni indoor (Novo Mesto), 800 m - 2'05"31
- Oro ai campionati sloveni (Kranj), 400 m - 52.52

2022
- Oro ai campionati sloveni (Velenje), 800 m - 2'00"31

## Altre competizioni internazionali
2014
- 4ª ai Campionati europei a squadre - First League ( Tallinn), 400 m hs - 1'00"81
- 6ª ai Campionati europei a squadre - First League ( Tallinn), 4x400 m - 3'47"78

2015
- 4ª ai campionati balcanici ( Pitești), 400 m hs - 1'00"95

2016
- Argento ai campionati balcanici indoor ( Istanbul), 400 m - 54"82

2017
- 4ª ai Campionati europei a squadre - Second League ( Tel Aviv), 400 m - 52"72
- 5ª ai Campionati europei a squadre - Second League ( Tel Aviv), 4x100 m - 46"39
- Argento ai Campionati europei a squadre - Second League ( Tel Aviv), 4x400 m - 3'34"19

2018
- Oro all'Init Indoor Meeting ( Karlsruhe), 400 m - 52"58
- Argento al Villa de Madrid ( Madrid), 400 m - 52"22
- 4ª all'ORLEN Copernicus Cup ( Toruń), 400 m - 52"75
- 5ª al Glasgow Indoor Grand Prix ( Glasgow), 400 m - 53"76
- 5ª all'Herculis ( Monaco, 400 m - 51"22

2019
- 5ª al Birmingham Indoor Grand Prix ( Birmingham), 400 m - 52"85
- 7ª al London Anniversary Games ( Londra), 400 m - 51"83
- Argento ai Campionati europei a squadre - Second League ( Varaždin), 400 m - 52"45
- 4ª ai Campionati europei a squadre - Second League ( Varaždin), 4x100 m - 45"15
- Oro ai Campionati europei a squadre - Second League ( Varaždin), 4x400 m - 3'36"71

2020
- 7ª all'Herculis ( Monaco, 400 m - 52"45
- Argento al Memorial Van Damme ( Bruxelles), 400 m - 52"70

2021
- Oro ai campionati balcanici indoor ( Istanbul), 400 m - 53"44
- Bronzo ai campionati balcanici indoor ( Istanbul), 4x400 m - 3'41"50
- Bronzo ai Campionati europei a squadre - Second League ( Stara Zagora), 400 m - 52"94
- Argento ai Campionati europei a squadre - Second League ( Stara Zagora), 4x400 m - 3'30"90
- Argento ai campionati balcanici ( Smederevo), 400 m - 52"75
- Oro ai campionati balcanici ( Smederevo), 4x400 m - 3'33"99

2022
- Bronzo al Villa de Madrid ( Madrid), 400 m - 53"15
- Oro ai campionati balcanici indoor ( Istanbul), 400 m - 52"98
- Argento ai campionati balcanici ( Craiova), 800 m - 2'02"05
- Bronzo al Kamila Skolimowska Memorial ( Chorzów), 800 m - 1'58"96
- 10ª all'Athletissima ( Losanna), 800 m - 2'02"20
- 6ª al Weltklasse Zürich ( Zurigo), 800 m - 1'59"25

2023
- Oro all'Init Indoor Meeting ( Karlsruhe), 800 m - 2'00"44
- Bronzo all'ORLEN Copernicus Cup ( Toruń), 800 m - 2'01"42
- 5ª al Villa de Madrid ( Madrid), 800 m - 2'02"21
- 4ª al Birmingham World Indoor Tour Final ( Birmingham), 800 m - 2'00"62